# テルモトガ・マリティマ
テルモトガ（サーモトガ）・マリティマ（Thermotoga maritima）は、超好熱性の細菌である。
イタリアヴルカーノ島のレヴァンテ港付近の海底熱水帯より発見、1986年に記載された。増殖温度は55-90℃、最適増殖温度は80℃と非常に高い。数少ない超好熱性の細菌の1つであり、その最初期に発見されたものである。2018年現在においても、Aquifex属に次ぐ増殖温度の高い細菌となっている。
グラム染色は陰性。形状は棒状で、サイズは長さ5μm、幅0.6μmほど。細胞壁として1～2細胞を包むトガと呼ばれる独特の構造を持つ。これはテルモトガ門に広くみられ、両端ないしは片側に大きな隙間があり、まるで古代ローマのトガに見えることから名づけられた。
代謝形態は発酵性で、嫌気性条件下セルロースやキシランなどの糖類を発酵して増殖する。発酵の結果水素を生成するが、水素濃度が高くなると増殖阻害が起こるため、硫黄存在下では水素は硫化水素の形で除去される。ただし、この過程からATPを得ることはできない。
全ゲノムは1999年に解読された。ゲノムサイズは約1.8Mbp、ORFは1877ヶ所。古細菌と共通する遺伝子が24%もあり、高温環境への適応に関係している可能性がある。